# Nunatak Mate
Nunatak Mate är en nunatak i Antarktis. Den ligger i Västantarktis. Argentina, Chile och Storbritannien gör anspråk på området. Toppen på Nunatak Mate är 101 meter över havet.
Terrängen runt Nunatak Mate är kuperad österut, men västerut är den platt. Trakten är obefolkad. Det finns inga samhällen i närheten.